# Cynanchum proctorianum
Cynanchum proctorianum är en oleanderväxtart som beskrevs av D.L. Spellman och G. Morillo. Cynanchum proctorianum ingår i släktet Cynanchum och familjen oleanderväxter. Inga underarter finns listade i Catalogue of Life.